# Stosunek tetyczny
Stosunek tetyczny – ustanowiony stosunek społeczny, którego dotyczy jakaś norma postępowania (prawna, moralna, towarzyska, sportowa); wskazuje uczestnikom stosunku, jakie mają wobec siebie prawa i obowiązki.
W ontologii społecznej Czesława Znamierowskiego spotykany jest tzw. akt tetyczny, czyli część działania, którego sens stanowi bycie komunikatywnym na poziomie społecznym (np. pozdrawianie, sporządzanie testamentu, gra w szachy, zawieranie
małżeństwa). Norma konstrukcyjna ustanawia natomiast kształt, jaki obiorą akty tetyczne. 